# Luty 2007

## 1 lutego2007
- Wojciech Dąbrowski został odwołany ze stanowiska wojewody mazowieckiego na wniosek ministra Ludwika Dorna, w związku z poświadczeniem przez Dąbrowskiego nieprawdy przy próbie wyłudzenia prawa jazdy. Informację o zatajeniu przez Dąbrowskiego odebrania mu prawa jazdy przez policję podało dzień wcześniej internetowe wydanie tygodnika Wprost. (Gazeta.pl)
- Polska reprezentacja szczypiornistów pokonała po dramatycznym meczu Danię 36:33 i pierwszy raz w historii awansowała do finału Mistrzostw Świata w Piłce Ręcznej Mężczyzn.  (Onet.pl)
- Andrzej Rusko zrezygnował z funkcji komisarza w PZPN. Ruskę zastąpił prawnik związany ze sportem Marcin Wojcieszak. Z członkostwa w zawieszonym przez ministerstwo, ale uznawanym przez władze międzynarodowe zarządzie związku zrezygnował Henryk Kasperczak. (Gazeta.pl, 90minut.pl)

## 2 lutego2007
- Międzyrządowy Zespół do spraw Zmian Klimatu przedstawił w Paryżu swój czwarty raport. (Gazeta.pl)

## 3 lutego2007
- W zamachu bombowym w Bagdadzie zginęło 137 osób, a ponad 300 zostało rannych. Ataku dokonano na zatłoczonym targowisku w Sadrii,  dzielnicy Bagdadu zamieszkanej głównie przez szyickich Kurdów. Według agencji Reuters był to najkrwawszy pojedynczy zamach od 2003 roku. Następnego dnia zginęło następnych 37 Irakijczyków. (Gazeta.pl)
- Zespół Jet Set z piosenką Time to party został wybrany do reprezentowania Polski na Konkursie Piosenki Eurowizji 2007 w Helsinkach. (Onet.pl)

## 5 lutego2007
- Minister Obrony Narodowej Radosław Sikorski podał się do dymisji. Jeszcze tego samego dnia premier Jarosław Kaczyński dymisję przyjął. Od około dwóch tygodni krążyły pogłoski o odwołaniu ministra z powodu jego konfliktu z formalnym podwładnym, Antonim Macierewiczem. (Gazeta.pl)

## 7 lutego2007
- W Iraku zginął polski żołnierz starszy szeregowy Piotr Nita (Gazeta.pl)
- Premier Jarosław Kaczyński przyjął dymisję Ludwika Dorna ze stanowiska szefa MSWiA. Dymisja została złożona na ręce premiera 24 stycznia. Dorn pozostał w rządzie zachowując tekę wicepremiera. Zdaniem Ludwika Dorna, powodem dymisji była różnica zdań między nim a szefem rządu i niezgoda na zrealizowanie niewyjawionych, oczekiwanych przez premiera na początku stycznia zadań. (Onet.pl, Gazeta.pl)
- Aleksander Szczygło powołany został na stanowisko ministra obrony narodowej. Zastąpił na tym stanowisku Radosława Sikorskiego, który złożył dymisję w poniedziałek. (Gazeta.pl)
- Podsekretarz stanu w Kancelarii Prezydenta, Andrzej Krawczyk, złożył dymisję. (Gazeta.pl)
- Sąd oddalił zażalenie mianowanej do TK Lidii Bagińskiej na wyrok Wydziału Upadłościowego Sądu Rejonowego dla m.st. Warszawy z grudnia 2006, odwołujący ją z funkcji syndyka. (Gazeta.pl)

## 8 lutego2007
- Prokurator krajowy Janusz Kaczmarek będzie kierował MSWiA. (Nasz Dziennik)
- Telewizja Polsat zakupiła od Piotra Chomczyńskiego spółkę Media Biznes sp. z o.o. z należącą do niej TV Biznes. Wartość transakcji została objęta tajemnicą handlową. (Gazeta.pl)
- Telewizja Al-Dżazira poinformowała, że palestyńskie ugrupowania Fatah i Hamas podpisały w Mekce porozumienie w sprawie stworzenia rządu jedności narodowej. (Gazeta.pl)

## 9 lutego2007
- Komendant Główny Policji generał Marek Bieńkowski podał się do dymisji. Oficjalnie Bieńkowski swoje odejście motywował względami osobistymi, jednak już w grudniu Gazeta Wyborcza pisała m.in. o konflikcie komendanta policji z wiceministrem MSWiA Markiem Surmaczem, a także konfliktach merytorycznych i personalnych, w których Bieńkowski miał poparcie zdymisjonowanego ministra Dorna. (Gazeta.pl)
- Wojewoda podlaski podpisał pozwolenie na budowę obwodnicy Augustowa, drogi która ma przeciąć unikatowe tereny doliny Rospudy. (Onet.pl)
- Inspektor generalny Departamentu Obrony USA oznajmił, że Pentagon świadomie manipulował doniesieniami wywiadu przed interwencją w Iraku. Raport poparł Carl Levin, demokratyczny przewodniczący senackiej komisji ds. sił zbrojnych. (BBC)

## 10 lutego2007
- Podczas 43. Konferencji Bezpieczeństwa w Monachium (9-11 lutego) prezydent Rosji Władimir Putin oskarżył Stany Zjednoczone o dążenie do hegemonii, nadmierną ekspansję i nadużycie siły na świecie. Wypowiedź ta wywołała duże poruszenie, a Biały Dom oświadczył, że jest „zdumiony i zawiedziony” tym przemówieniem. Na konferencji Polskę reprezentowali jedynie Krzysztof Miszczak, dyrektor Departamentu Spraw Zagranicznych Kancelarii Premiera oraz Paweł Zalewski, szef sejmowej Komisji Spraw Zagranicznych – zabrakło zdymisjonowanego ministra obrony czy wiceministrów. Tak słabą reprezentację niektóre media uznały za kolejny przykład autoizolacji polskiego rządu na arenie międzynarodowej. (Rzeczpospolita, Gazeta.pl, Gazeta.pl, Gazeta.pl, Transkrypt przemówienia W.Putina)

## 11 lutego2007
- W szkole rabinackiej Jeszywas Chachmej Lublin ponownie otwarto synagogę. Jest to pierwszy obiekt żydowskiego kultu religijnego wyremontowany w całości przez polską społeczność żydowską od czasów zakończenia II wojny światowej. (Wp.pl)
- W Portugalii odbyło się referendum dotyczące liberalizacji prawa aborcyjnego. Większość głosujących opowiedziała się za legalizacją aborcji na życzenie do 10. tygodnia życia płodu, i mimo frekwencji poniżej 50%, czyniącej wynik referendum niewiążącym, portugalski premier José Sócrates zapowiedział, że prawo zostanie zliberalizowane. (cnn.com).
- Ségolène Royal, kandydatka francuskich socjalistów na fotel prezydencki, przedstawiła oficjalny program wyborczy (Le Monde).
- Prezydent Iranu, Mahmud Ahmadineżad, podkreślił po raz kolejny prawo swojego kraju do kontynuowania badań nad paliwem jądrowym, przy użyciu wzbogaconego uranu (bbc.co.uk).

## 12 lutego2007
- Konrad Kornatowski został komendantem głównym policji. (Gazeta.pl)
- Działalność rozpoczęła Partia Kobiet. Na czele ugrupowania stoi Manuela Gretkowska. Partia zamierza ubiegać się o mandaty w Sejmie i Parlamencie Europejskim. (Polskajestkobieta.org)

## 13 lutego2007
- Abp Stanisław Wielgus złożył wniosek do sądu lustracyjnego o autolustrację. (Onet.pl)

## 15 lutego2007
- Umorzono proces Jana Lesiaka w związku z przedawnieniem. (Onet.pl)

## 16 lutego2007
- Ks. abp Józef Michalik ujawnił, że SB zarejestrowała go jako swojego agenta. Przewodniczący Konferencji Episkopatu Polski twierdzi, że żadnej współpracy nie podjął, a rejestracja odbyła się bez jego wiedzy i zgody. Nie ma także żadnych dokumentów poświadczających podjęcie przez niego współpracy.Nasz Dziennik.
- Prezydent Lech Kaczyński ujawnił przygotowany przez Antoniego Macierewicza raport z likwidacji WSI. Ujawniony raport wywołał kontrowersje, a opozycja uznała go za bezwartościowy.  (Gazeta.pl, Rzeczpospolita).

## 19 lutego2007
- Co najmniej 67 osób zginęło w zamachu terrorystycznym na Ekspres Przyjaźń kursujący między Indiami a Pakistanem. W zatłoczonym pociągu wybuchły dwie bomby, trzy inne ładunki znaleziono podczas akcji ratunkowej. Zamachu dokonano tuż przed indyjsko-pakistańskim rozmowami pokojowymi. (Gazeta.pl)

## 20 lutego2007
- Ujawniono treść listu Benedykta XVI do abp. Stanisława Wielgusa. Papież prosi w nim arcybiskupa o podjęcie na nowo pracy na rzecz Kościoła w Polsce. Jednocześnie zapewnia o swojej solidarności z hierarchą. (Onet.pl)

## 21 lutego2007
- Premier Włoch Romano Prodi złożył rezygnację swojego gabinetu po odrzuceniu przez senat informacji rządu na temat polityki zagranicznej. Prezydent Giorgio Napolitano wstrzymał się z przyjęciem dymisji dając czas na konsultacje. (,  – Gazeta.pl)

## 22 lutego2007
- Sąd Lustracyjny postanowił wszcząć postępowanie lustracyjne abp. Stanisława Wielgusa na jego prośbę. Biskup Tadeusz Pieronek skomentował decyzję sądu jako „niepotrzebną” uznając, że praca kościelnych komisji historycznych jest w zupełności wystarczająca. (Gazeta.pl)

## 23 lutego2007
- Polski rząd zgodził się na negocjacje z USA w sprawie ewentualnego rozmieszczenia elementów tarczy antyrakietowej w Polsce. (Onet.pl)

## 24 lutego2007
- Prezydent Włoch Giorgio Napolitano ogłosił pozostanie premiera Romano Prodiego na czele rządu. Dalsze przywództwo Prodi uzależnił od akceptacji przez koalicjantów 12-punktowego dokumentu programowego. (Gazeta.pl)

## 25 lutego2007
- Na drugą kadencję został wybrany prezydent Senegalu Abdoulaye Wade. (APA)

## 26 lutego2007
- Bronisław Wildstein został odwołany z funkcji prezesa TVP. P.o. prezesa został Andrzej Urbański. (Onet.pl)
- Oscara w kategorii najlepszy film przyznano Infiltracji. Ponadto film Martina Scorsese zdobył jeszcze trzy statuetki: za reżyserię, scenariusz adaptowany i montaż. (Gazeta.pl)

## 27 lutego2007
- Akademia Medyczna w Poznaniu została przekształcona w Uniwersytet Medyczny im. Karola Marcinkowskiego w Poznaniu.